# Dimas (football)
Dimas Manuel Marques Teixeira, plus communément appelé Dimas, né le 16 février 1969 à Johannesbourg (Afrique du Sud), est un footballeur international portugais.

## Biographie
En 2002, Dimas (surnommé Termozeta, La freccia ou encore Il bandolero stanco) rejoint en prêt le club de l'Olympique de Marseille, il y rejoint un autre joueur portugais, Delfim. Il y joue 8 matchs (dont 5 de championnats). Cette saison, le club ne fait qu'une décevante 9e place du championnat sous la houlette de José Anigo, Tomislav Ivic puis Albert Emon.
En fin de saison, il prend sa retraite de footballeur et devient agent de joueur, il gère aussi une école de football à Lisbonne avec Hélder Marino et participe avec d'autres anciens joueurs à la Football Dream Factory.
En juillet 2009, il devient entraîneur adjoint d'Hélder Marino, au club d'Estoril-Praia. Les mauvais résultats s’enchainent et les deux anciens coéquipiers à Benfica sont licenciés le 28 septembre 2009.

## Carrière
Dimas évolue dans les clubs suivants :
- 1987-1990 : Académica de Coimbra  Portugal
- 1990-1991 : Estrela da Amadora  Portugal
- 1991-1994 : Vitoria Guimarães  Portugal
- 1994-1996 : Benfica  Portugal
- 1996-1998 : Juventus  Italie
- 1998-1999 : Fenerbahçe  Turquie
- 1999-2000 : Standard de Liège  Belgique
- 2000-2001 : Sporting Portugal  Portugal
- 2001-2002 : Olympique de Marseille  France

## Palmarès

### En club
- Serie A : 
  - Champion en 1997 et 1998 (Juventus).
- Supercoupe d'Italie :
  - Vainqueur en 1997 (Juventus).
- Primeira Divisão : 
  - Vice-champion en 1996 (Benfica).
- Supercoupe du Portugal : 
  - Vainqueur en 2001-02 (Sporting Portugal).
  - Finaliste en 1994 et 1996 (Benfica).
- Coupe du Portugal : 
  - Vainqueur en 1996 (Benfica).
- Coupe de Belgique :
  - Finaliste en 2000 (Standard de Liège).

### En sélection
- Championnat d'Europe :
  - Demi-finaliste en 2000.
  - Quart de finaliste en 1996.